# Eudiaptomus yukonensis
Eudiaptomus yukonensis är en kräftdjursart som beskrevs av Reed 1991. Eudiaptomus yukonensis ingår i släktet Eudiaptomus och familjen Diaptomidae. Inga underarter finns listade i Catalogue of Life.